# 虞衡清吏司
虞衡清吏司，明清工部官署名称，简称虞衡司。

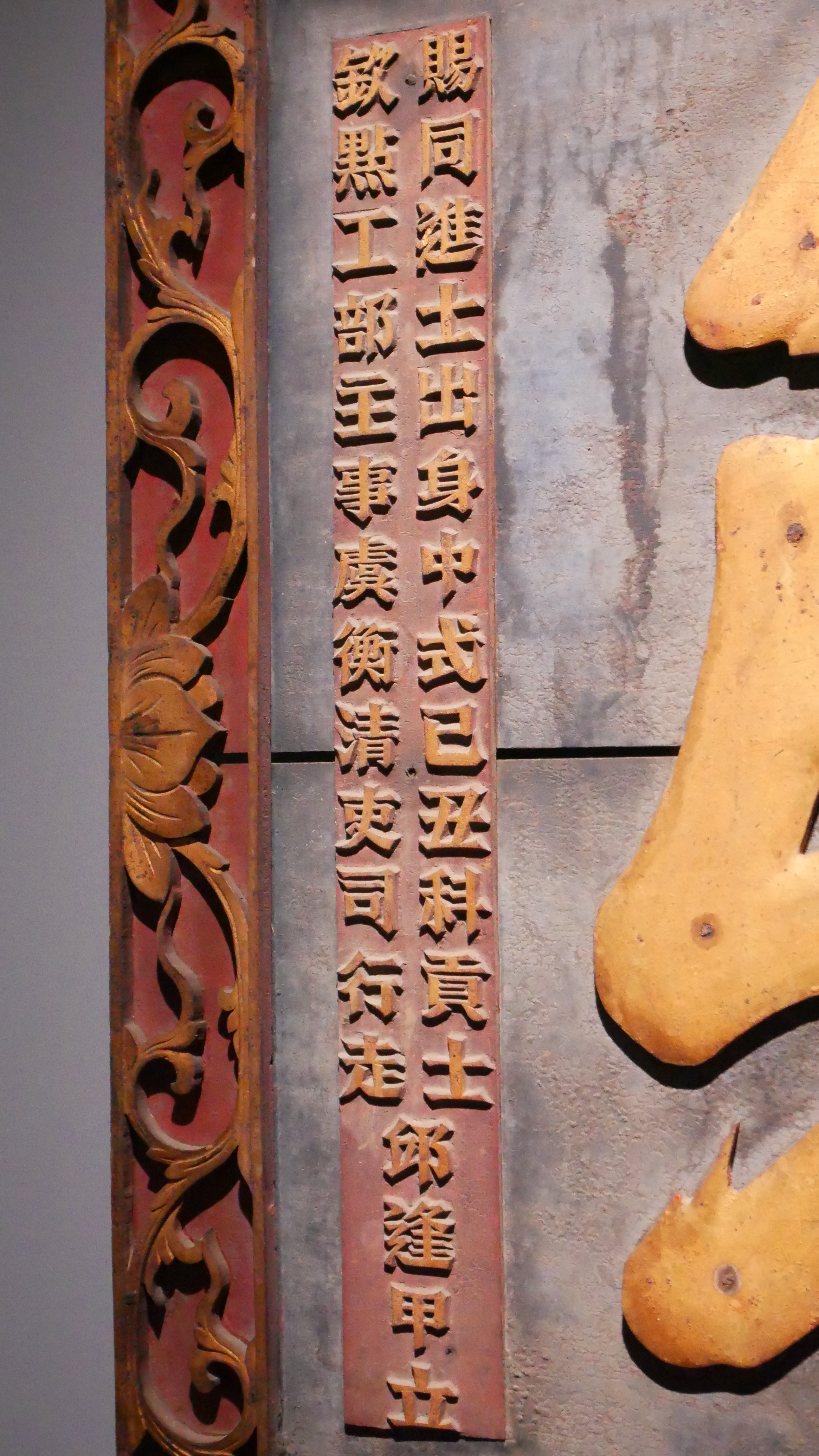
欽點工部主事虞衡清吏司行走丘逢甲「冬官第」匾

明朝洪武二十九年（1396年）设立虞衡清吏司。管理采捕山泽鸟兽之肉、骨角、羽毛、皮革，制造军装、兵械、烧造陶瓷、冶铸器具。设郎中一人，员外郎二人，主事四人。南京工部设郎中一人，主事二人。清朝顺治元年（1644年），沿置虞衡清吏司，设郎中五人，满洲四人，汉族一人；员外郎六人，宗室一人，满洲三人，蒙古一人，汉族一人；主事四人，满洲三人，汉族一人。以及笔帖式、经承若干人。所属有都吏科、军器科、窑冶科、杂科、军器算房、火房。管理制造各项器物，稽核军装、军火，分辨东珠。光绪三十二年（1906年），废除。